# Almanacka (musikalbum)
Almanacka släpptes i november 1983, men det mesta av musiken spelades in live sensommaren 1981. Det är den svenska transkontinentala rockreggaegruppen Dag Vags femte musikalbum. Det spelades delvis in live hos Don Cherry i Tågarp. Cherry, liksom Bengt Berger, medverkar på flera låtar. Skivan producerades av Anders Lind, Göran Andersson, Torbjörn Andersson och Stig Vig.

## Låtlista[2]
1. Hej & hå! (Stig Vig)
2. Snorbloos (Stig Vig - Bob Dylan)
3. Om döden (Beno Zeno)
4. Rockbullen (Stig Vig)
5. Hellre en raket (Stig Vig)
6. Flyger (Stig Vig)
7. Diong! (Per Cussion-Tage Dirty-Bengt Berger)
8. Tokna & galna (Stig Vig) 4:00
9. Dimma (Stig Vig)
10. Soldans (Bumpaberra)
11. Pär i hagen (Stig Vig)
12. Nedolfrevlis (Träd, Gräs och Stenar)
13. Tokna & galna (Stig Vig) 12:96
14. Myggan (Stig Vig)
15. Majskolv (Stig Vig - Zilverzurfarn)
16. Popitop (Thore Skogman)